# Wacław Malinowski (senator)
Wacław Malinowski (ur. 6 sierpnia?/18 sierpnia 1866 w Grodnie, zm. 4 marca 1932 w Kobryniu) – polski polityk, ziemianin, działacz niepodległościowy i Narodowej Demokracji, senator RP I kadencji.

## Życiorys
Ukończył gimnazjum w Grodnie. Następnie studiował na Wydziale Historyczno-Filozoficznym Uniwersytetu Petersburskiego i Wydziale Filologicznym Uniwersytetu Dorpackiego. Po zakończeniu studiów był właścicielem majątku w Kątach. Od 1905 brał udział w tajnej i jawnej działalności polityczno-narodowej. Współorganizował m.in. wybory do Dumy Państwowej w zachodniej części guberni grodzieńskiej. W czasie I wojny światowej został internowany przez okupantów niemieckich we własnym majątku. Po odzyskaniu przez Polskę niepodległości był zaangażowany w wybory do Sejmu w 1919 w powiece bielskim. Zasiadał w radzie gminy, sejmiku i wydziale powiatowym w Bielsku Podlaskim. Był prezesem koła Związku Ludowo-Narodowego w Bielsku Podlaskim. 
W 1922 wybrany został senatorem RP z okręgu nr 8 (województwo białostockie) z listy Chrześcijańskiego Związku Jedności Narodowej. W Senacie był członkiem komisji regulaminowej. Po zakończeniu kadencji w 1927 nie był już nigdy członkiem parlamentu.
Zmarł 4 marca 1932 w Kobryniu i tam został pochowany.